# Белая (приток Юмы)
Белая — река в России, протекает в Свечинском районе Кировской области. Устье реки находится в 48 км по правому берегу реки Юма. Длина реки составляет 14 км, площадь бассейна — 67,8 км².
Исток реки у деревни Горюшки в 3 км к юго-западу от посёлка Свеча. Течёт на юго-восток, крупнейший приток — Чернушка (правый). Вокруг реки — сеть мелиоративных канав и каналов. Впадает в Юму у деревни Холмы.

## Данные водного реестра
По данным государственного водного реестра России относится к Камскому бассейновому округу, водохозяйственный участок реки — Вятка от города Котельнич до водомерного поста посёлка городского типа Аркуль, речной подбассейн реки — Вятка. Речной бассейн реки — Кама.
Код объекта в государственном водном реестре — 10010300412111100036610.